# Partido di Cañuelas
Il partido di Cañuelas è un dipartimento (partido) dell'Argentina facente parte della Provincia di Buenos Aires. Il capoluogo è Cañuelas.